# Râul Stârminos
Râul Stârminos sau Râul Olanul Mare este un curs de apă, fiind unul din brațele care formează Râul Olanu. 

## Hărți
- Harta Munții Godeanu  Arhivat în 11 octombrie 2008, la Wayback Machine.